# 笑福亭鶴瓶
笑福亭 鶴瓶（しょうふくてい つるべ、1951年〈昭和26年〉12月23日 - ）は、日本のタレント、司会者、落語家。出囃子は『トンコ節』または『新ラッパ』。本名は、駿河 学（するが まなぶ）。身長170cm。
大阪府中河内郡長吉村（現・大阪市平野区）出身で、兵庫県西宮市在住。所属事務所はデンナーシステムズ で、長年所属していた松竹芸能にも籍を残している。前述の通り、西宮市に本宅があるが、活動の拠点が東京であるため、港区にも別宅を持っている。
愛称は「べーさん」「べー師匠」「鶴瓶ちゃん」「まーちゃん」「まなぶくん」など。落語家として上方落語協会相談役を務めている。2025年現在、6代目笑福亭松鶴の存命の弟子の中では上から5番目にあたる。

## 来歴
以下、本文では入門以前を含め、当人の呼称は「鶴瓶」で統一する。

### 生い立ち・学生時代
大阪府中河内郡長吉村長原（現・大阪市平野区長吉長原）出身。12歳上の兄と姉3人の5人兄姉末子で、4間屋の自宅に祖母を含めた8人暮らしだった。
1961年頃に、登校途中に近所の男性に競馬場に誘われて、鶴瓶が適当に指名した馬券をその男性が購入した所、それが的中し万馬券に化ける。驚き感嘆した男性は、約40万円の払戻金を丸々、学少年に手渡した。夜中に家族が寝静まった頃を見計らい、貰ったお札を数えていた所、その現場を母親に発見され大事に発展した。夜中にもかかわらず、くだんの近所の男性をたたき起こし、事の顛末を聞き出したことにより、正式に駿河家のお金となった。後に、母親にお金の使途を執拗に問い質したところ、実家の増築資金になっていたことが判明。この話をテレビ朝日の『徹子の部屋』に出演時に話題にしてさらに母親から叱られたと語っている。
中学生の頃、2代目桂伸治が演じる「堀の内」に魅せられ、学校の教室で手作りの高座を用意し我流の「堀の内」を演じる。
浪速高等学校に進学。高校ではボクシング部にも所属したが先輩からの打撃で目を痛め、退部。ボクシング部を退部後の2年生の終わり頃に、落語研究会を他の2人の生徒と立ち上げ、浪花亭無学の高座名を名乗った。
大学受験の年、頭のいい人間に対抗心を持っていたため、京都大学や大阪大学の合格発表に行き、落ちていそうな生徒の隣で「あった!」と合格したフリをして、胴上げされるという悪戯をする。この時、大阪大学でNHKの取材を受け、模様が夕方のニュース番組で流れたため、それを見ていた親戚から祝電が届くなど両親に恥をかかせてしまう。
高校時代にすでに落語家になることを志望していたが、父からは反対を受ける。「うちの家から変わった人を出したい」という思いから、3年生の時には父から将来を問われて思いつきで「渥美清への弟子入り」を口にし、実際に上京して会いに行ったこともあるが渥美が不在で会えず、私大を受験。「過去を一旦捨てたい」という理由で友人たちが受けない当時新興大学だった私立の英知大学（後の聖トマス大学。現在廃校）、京都外国語大学、京都産業大学と歴史のある関西大学を受験、不合格の関西大学以外の中で、当時歴史の浅かった京都産業大学に進学する。京都産業大学を選んだのは、入学金が他の大学より破格に安かったことと、推薦入試を受ける友人に付き添って行ったときに出会った女性、のちに妻となる玲子と再会できるのではないかという理由だった。
京産大では中村行延と同様に7期生として入学。開設間もない落語研究会に所属し、童亭 無学（どうてい むがく）を名乗る。直後に玲子と再会し、共通の友人がいたことから、落語研究会にマネージャーとして勧誘、玲子には「レモン亭円（まどか）」という高座名も与えられた。親は入学金は出したが、それ以外の費用は自活するよう言われ、入学直後から六角通の旅館「三木半」でアルバイトをする。この旅館で1期上のあのねのねの清水国明と知り合った。同期の同じくあのねのねの原田伸郎とは落語研究会に入った日に出会った。大学でも高校時代のようにクラスで皆を笑わせたいという欲求があったが、大教室は広すぎる上に出入りも自由で期待した効果がないため、最初の小教室の授業で、カセットテープに録音した出囃子を教授が教室に入る際に鳴らして笑いを取った。
清水国明、原田伸郎、玲子とともに、あのねのねのメンバーとなる。玲子はボーカル、鶴瓶は踊るのみだった。この時玲子は『ひょっこりひょうたん島』のテーマを歌っている。清水とは下宿で共同生活を送った時期もあった。あのねのねがスターになり、鶴瓶の結婚式に二人が札束を持ってきたエピソードもよく語られる。鶴瓶の結婚式・披露宴の代金をあのねのねが全て負担し、それでも余った。
この他、大学の同級生には後にシンガーソングライターとなり、ヤングタウンで鶴瓶と共演したこともあった中村行延らがいる。
いずれ大学をやめて落語家になると公言していた鶴瓶は、あるとき落語研究会の先輩2人から「いつになったら落語家になるんや」とからかわれたのに激怒し、2人を便所に連れ込んで「俺がどないしようと俺の勝手やないか!おまえらにガタガタいわれる筋合いはないわい!おまえらにいわれんでも、やめる時が来たらやめるんじゃ!」と殴打し、まもなく大学を中退した。

### 入門・弟子入り

五枚笹は笑福亭一門の定紋である。

中退前の鶴瓶は当初3代目笑福亭仁鶴への弟子入りを考えていたが、観覧した落語会での6代目笑福亭松鶴の口演、とりわけ、客先にいた僧侶を見てネタを忘れたという理由でオチだけを話して高座を降りたことに「おもろい」と強い印象を受け、松鶴への弟子入りを決める。1971年1月の「京都市民寄席」の楽屋口で弟子入りを試みたが、「知らん人が見たらヤクザ」のような松鶴と弟子の姿におののいて声をかけられず、1年後に自宅を訪れることになった。
この訪問では居留守を使われ、粘って根負けして会った松鶴からは、入門は親の承諾が条件で、連れてくるように言われる。鶴瓶は一計を案じて、「喧嘩で相手を負傷させ、謝らなくてはならない」という理由で父親を同行させ、松鶴から正式な入門の許しを得た。
1972年2月14日、11番弟子として入門する。入門から間もない頃、まだ高座名も与えられない時に島之内寄席で来場者の下足番を任された際に、名前も社名も言わずに入場しようとした新聞記者に対し、それまでの横柄な態度を腹に据えかねて「顔パス」を咎めたところ、下足札を投げつけられて「お前誰や!」と問われる。松鶴の弟子と答えると、松鶴のいる楽屋に連れて行かれた。鶴瓶は松鶴から問われてこの経緯を話した。すると松鶴は、鶴瓶を「向こう行け」と遠ざけてから、将来取材する対象になるかもしれない相手ではないかと記者を罵倒した。この件で鶴瓶は、「このおやっさんに付いていこ」と心服する。
「鶴瓶」という高座名が付くまでの経緯については、鶴瓶自身は時期によって異なる説明をしている。1982年の著書では、
- 入門からしばらくは高座名がなく、問われたときはやむなく「笑福亭駿河」と名乗ったりしていた[24]。まもなく松鶴から「どっかひとつ抜けたとこあるしな……そうや、昔井戸で"つるべ"て使うてたやろ。なんやお前は、井戸のつるべのタガが抜けたみたいなとこあるし」という理由で「鶴瓶」の名を与えられた[24]。

としていた。これに対して2013年の聞き書きでは
- 入門翌月にラジオ大阪やABCラジオの番組に出演したときにはすでに「鶴瓶」の名前で出演していた[25]。松鶴からは「鶴之（つるゆき）」と「鶴瓶」の二つの名前から選ぶよう言われ、「鶴瓶」を選んだ（兄弟子の笑福亭鶴光も弟子入り時に「鶴之」と「鶴光」を示されており、そのことを鶴光から教えられた）[25]。すると松鶴は『落語系図』で先代鶴瓶について見るよう指示し、それを見て「おもろい名前つけてもろたなあと不思議な気持ち」になった[25]。

としている。
同年9月26日に島之内寄席にて初舞台。初舞台の演目について、新野新の著書（1975年）では「東の旅 発端」としているが、鶴瓶自身は2013年の聞き書きで（同じ「東の旅」の一編である）「煮売屋」であったと述べ、人体の「逆さ言葉」を言う下りの「耳」のところで「ミンミン餃子、おいしいな」というくすぐりを入れて受けを取ったが松鶴から「よけいなこと入れやがって!」と叱られたとしている。
松鶴からはほとんど落語の稽古を付けられることはなかった。兄弟子である笑福亭松枝のエッセイのほか、鶴瓶自身の回想によれば、鶴瓶は「ある意味えらい怒られて稽古をつけてもらえなかった」存在であり、松鶴が機嫌のよいときに兄弟子の笑福亭松葉に「稽古を頼めよ！」とけしかけられて稽古を頼み込むと、鶴瓶の目の前に顔を突き出した挙句、「嫌や！」と突き放されたこともあった。ついには、「鶴瓶が聞いとるさかい風呂行って稽古しょう！」と他の弟子を引き連れて逃げ回られる事態に発展した。松鶴の盟友であった5代目桂文枝はこのことについて「稽古の必要はないと思ってるからや」と分析しており、また鶴瓶が松葉など年の近い兄弟子に可愛がられるための、松鶴による気配りであることを示唆している。また、鶴瓶と5代目文枝ともども、松鶴自身が5代目松鶴からあまりネタを教えてもらうことがなかったことが、稽古をつけなかったことの伏線とみなしている。鶴瓶自身は、松鶴が形にはめるよりも「あんまりいじくりまわさんほうがええ」と考えていたのではないかと述べている。松鶴の不在時に、松鶴の妻（「あーちゃん」と呼ばれていた）から三味線や落語の稽古を付けられることもあった。
ある落語コンクールでは、前記の『堀の内』に古典落語なのにオートバイに乗った人物を登場させるなど、「男子校向け」のアレンジを適当に加えて演じた。審査員からは「時代錯誤も甚だしい」と酷評され、やはり審査員である松鶴からは「こんなん、落語やおまへん。こいつには稽古つけてまへん」とまで言われる。だが、松鶴は帰り道に鶴瓶の尻を叩いて「おまえのが一番おもろかった」と告げた。
そのほかにも、高座にラジカセを持ち込み、笑いが欲しいシーンでスイッチを入れて笑い声を出し、客の笑いをあおるなど、当時としては斬新なアイデアを披露したりしたが、これも松鶴に楽屋で叱られてしまった。ただしその松鶴も、若手時代には高座でバレリーナに扮して先代から怒られている。3代目桂米朝によれば、3代目桂米之助作の新作落語「白鳥の死」の口演のためだという。
入門当時には、小学6年生で12歳の兄弟子・笑福亭手遊（おもちゃ、入門は1971年10月）がおり、入門順が序列となる落語界のしきたりに従い、彼を「兄さん」と呼び、手遊からも「兄弟子」として振る舞われることがあった。ただし、小学生の手遊を大人の鶴瓶が「兄さん」と呼んで話す様が面白がられて二人でラジオ番組に何度も出演し、結果として番組に出る機会が増え、「鶴瓶いうやつ、おもろいねんな」と思われるようになったと、2013年の聞き書きでは述べている。一方、手遊の上の兄弟子である笑福亭松葉（没後に7代目笑福亭松鶴を追贈される）には面倒を見てもらい、仲のよい兄弟弟子となる。のちに松竹芸能の社長から7代目松鶴は誰がいいかと問われたときに、鶴瓶は「松葉と答えた」という。
若手時代、鶴瓶はアフロヘアーにオーバーオールという落語家らしくないスタイルを続けていた。3代目桂春団治や師匠の松鶴からは髪を切れと何度も言われたが（春団治は「金をやるから切ってくれ」とも言い、実際に金銭を渡した）、鶴瓶は従うことはなく、また松鶴や春団治もそれを楽しんでいる風があって、松鶴は途中から何も言わなくなったという。鶴瓶は、吉本興業所属の桂三枝や笑福亭仁鶴と比べ、自身の所属する松竹芸能の落語家が年齢が高いというイメージがあり、落語家の「古臭い感じ」に対する反発からそうしたファッションをしていた。
1970年代前半は、ユリ・ゲラーをはじめとする超能力・エスパーブームの時期だった。活動の場が早く欲しかった鶴瓶は、超能力（透視とスプーン曲げ）が使えることを松鶴に打ち明け、鶴瓶の超能力を目の当たりにした松鶴は驚愕し「ウチに超能力を使う弟子がおる」と松鶴自らがテレビ局に鶴瓶を売り込む。当然ながら超能力はテーブルマジックの類で、周囲に仕掛けを漏らしつつ頭から超能力を持つ弟子と信じ切っている松鶴という場面に持ち込み、必死になって売り込む松鶴に便乗して業界関係者に顔と名前を覚えてもらい、これを手がかりにテレビ、ラジオと進出する足場を作る。後に兄弟子の笑福亭仁鶴が鶴瓶のイカサマ超能力を暴き、松鶴は梯子を外された格好になった。また、このスプーン曲げは上岡龍太郎の不興を買った。鶴瓶は正直に事情を話し、上岡も笑って誤解を解いた。鶴瓶と上岡はこれが縁で互いの楽屋を訪れるようになり、その鶴瓶の楽屋話が面白いということで『激突夜話』『パペポTV』へとつながっていった。
1974年10月12日に結婚。結婚式は大阪市中央区の「高津神社」で執り行われた。鶴瓶と玲子は交際を始めた年に「10年後の1980年12月23日に結婚する」と約束していたが、玲子が妊娠したことから6年早い結婚となった。玲子の親の承諾を得ないままでの結婚だったため、玲子側の参加者がいない異例の式だった。仲人は師匠の松鶴が務めたが、弟子13人の中で鶴瓶が一番「アホ」というスピーチをした。

### タレント活動
入門4日目で、兄弟子の笑福亭呂鶴の代役を求める近畿放送ラジオ（現・京都放送）から松鶴への電話に留守番で出たことで、「誰でもいいなら」と応じて出演した。
初のレギュラー番組は近畿放送の『丸物ワイワイカーニバル』で、以降、近畿・中京地区でラジオ・テレビを中心に活動。1970年代半ばには東京のテレビ局の制作番組にも出演したが、自身に対するスタッフの扱いに反発して局部露出事件（詳細は後述）を起こしたこともあり、その後約10年は東京での活動をおこなわなかった。
1978年に始まった『ぬかるみの世界』で人気が上昇し、1982年から4年間続いた毎日放送の『突然ガバチョ!』の司会で再び脚光を浴びる。この番組は関西以外の地方でもネットされた。1982年、テレビ大阪の開局記念番組で取材を受けた際「アフロヘアーをトレードマークにしている」という声を耳にして、「けったくそ悪い」という思いを抱き、取材を受けている最中に髪を切り落とした。
鶴瓶は1982年の著書『哀しき紙芝居』で東京への（再）進出を「是非とも挑戦したいもの」と記し、同時に「そこをできるだけ自然に通り過ぎたい」と、自分のスタイルを変えずに行くことを望んでいた。満を持して1986年に、ビートたけしが出演する『天才・たけしの元気が出るテレビ!!』『オレたちひょうきん族』の裏枠のMCとして起用されるも、いずれも短期間で打ち切られ、「東京進出失敗」と週刊誌に書かれる。この状況で、鶴瓶に着目していたフジテレビプロデューサーの横澤彪が抜擢する形で、1987年から『森田一義アワー 笑っていいとも!』のレギュラーとなった。『笑っていいとも!』および1988年から全国ネットとなった『鶴瓶上岡パペポTV』により、広く受け入れられるようになる。
1990年代以降は、本業の落語家やテレビタレントのみならず俳優や司会者としても活躍するようになり、顕著な活躍を見せている。その傍ら、関西圏のラジオ局では現時点でもまだレギュラー番組を持ったことがないラジオ関西を除き、必ずレギュラー番組を1番組は持っている。
2001年に日本コカ・コーラとのタイアップで、日本テレビと吉本興業が組んで制作されたドラマ『明日があるさ』にも、鶴瓶が松竹芸能からただ一人ゲスト出演した。

### 落語への回帰
道頓堀角座が健在のころは「『大安売り』と『いらちの愛宕詣り』ばっかりやってました」。しかし、当時の角座の昼席は落語にさして興味のない団体客を入れていたため、「落語を聞きに来るお客」がメインであった夜席を好んでいた。
1986年の6代目松鶴の死後、笑福亭梅香を襲名させる計画があった。初代桂文枝（正確には桂梅香）、2代目曽呂利新左衛門の前座名という由緒名であるが、一門での慣例から「梅香」の読みは「ばいか」「ばいこ」「うめこ」のいずれではないかと（本人は）推察。遺書に読み仮名が無かったため正確な読みは不明のままに加え、名前が自分に似合っていないということから辞退している。
2002年9月、江戸落語の春風亭小朝との二人会で『子別れ（子は鎹）』（落語を本格的に始めるにあたって4代目桂文紅にじきじき『子別れ』を稽古を付けてもらった）を演じたことを機に、落語への回帰を強めている。2003年3月、小朝、林家こぶ平（現：9代目林家正蔵）らと落語家会「六人の会」を結成。また同年5月に上方落語協会理事に就任している。その後広報委員長を経て、2008年6月に副会長に就任した（2018年に退任、相談役に）。
多忙なタレント活動の合間を縫って「鶴瓶噺」「笑福亭鶴瓶落語会」などの独演会を展開する一方、六人の会が主催する「東西落語研鑚会」にも参加。大阪・帝塚山の6代目松鶴旧宅で行われる演芸イベント「帝塚山・無学の会」を主宰するなど、精力的に落語に取り組んでいる。古典落語にも「東西落語研鑚会」で『鴻池の犬』『らくだ』などに挑戦している。特に2004年の東西落語研鑚会で口演した『らくだ』は松鶴の十八番（おはこ）であり、松鶴門下では直々に稽古を付けられていた6代目笑福亭松喬しか、舞台での披露を許されていなかった題目である。『らくだ』には2003年頃から取り組み始め、そのために円形脱毛症を発している。
鶴瓶の落語への取り組みは、弟子に対する影響が少なくない。総領弟子の笑瓶を筆頭に、殆どの弟子が落語をしていない「テレビタレント」としての鶴瓶に弟子入りをしており、落語家に弟子入りしたという感覚が無い為である。鶴瓶が落語を始めた為、弟子も落語に取り組まざる得なくなり、笑瓶は新作や古典の改作に取り組み、純瓶は怪談噺に力を入れ、銀瓶は朝鮮語による落語を打ち立てている。2007年3月には、銀瓶以降の6人の弟子が「シックスセンス☆六瓶の会」と題した落語会を大阪で開いている。
2004年から年に1回、桂南光と桂文珍との落語会「夢の三競演 三枚看板 大看板 金看板」を開催。落語会としては異例の6,000円を超える料金も話題となる。チケットは、過去3回共完売。その他この3人は、2005年から「文珍南光鶴瓶+1 しごきの会」と題して、年に数回、baseよしもと（現在は天満天神繁昌亭）で若手落語家育成の為の会を開いている。
2023年2月22日、惣領弟子であった笑瓶が66歳で急死。鶴瓶は同日、事務所公式サイトで「師弟関係というよりも、信頼のおける親友のようでした。一番僕のそばにいて、全ての事に気のつく男ですごく彼がいて助かりました」と追悼コメントを出している。

## 家族・親族
妻、長男、長女(2歳上の姉)がいる。妻の玲子は先述の通り、あのねのねの元メンバーで愛媛県松山市出身。ある時期より鶴瓶の番組の企画書作りなどを手伝うようになり、『鶴瓶上岡パペポTV』の企画書は彼女がまとめたとされる。長男は俳優兼音楽ユニット「Human Note」のボーカル・駿河太郎。2008年7月26日、太郎の妻の故郷である静岡県浜松市近郊の病院で孫（長男の第一子）が生まれたことを『FNS27時間テレビ!!みんな笑顔のひょうきん夢列島!!』で発表した。ちょうどこの時は鶴瓶と従兄弟弟子の明石家さんま・大竹しのぶ元夫妻との生のトークコーナーが放送されており、「早う、孫に会いに行きたいわ」とボヤいていた。2021年8月時点では計4人の孫がいる。
鶴瓶の実父は絵を趣味としながら梱包材を扱う店を営んでいた。死去した際、師匠の松鶴は「普通は弟子のお父さんの葬式なんかに行かない」ところを葬儀に出席したが泥酔の挙句大暴れし、鶴瓶の実姉に「松鶴かなんか知らんけど、人の親が死んでンねがな」と説教され、「あー、恐……」と言って鶴瓶になきついていたというエピソードがある。
北村一輝とは北村の母と鶴瓶の姉が、北村の父と鶴瓶の兄が、それぞれ友人関係にある。

## 人物

### 趣味・嗜好
18代目中村勘三郎は親友。好きなアーティストはaiko・2PMで、洋楽のファンでもある。また、デューク・エイセス・さだまさし・吉田拓郎・小田和正・やしきたかじんとも古くから親交がある。原田伸郎・中村行延とは大学在学時の同級生であった。
若者文化に対する造詣も深い。ももいろクローバーZと親交が深く、2015年には地上波のトークバラエティ番組として『桃色つるべ〜お次の方どうぞ〜』がスタート。2017年からは、ももいろクローバーZが大晦日の夜に開催する『ももいろ歌合戦』（BS日テレ・フジテレビNEXT・ニッポン放送など）に出演するのが恒例になっている。さらに関ジャニ∞とも親しく、自身が司会をつとめる『きらきらアフロTIM』や『a-studio』などでも共演しており、メンバーの丸山隆平主演のドラマ版『地獄先生ぬ〜べ〜』の最終回にゲスト出演もした。
鯖アレルギーのため、鯖料理が苦手。2000年4月27日に放送した『とんねるずのみなさんのおかげでした』のコーナー、「新・食わず嫌い王決定戦」に出演した時に鯖寿司を食べた時は目に涙を浮かべるなど、アレルギー反応に苦しんだ。鶴瓶と同席した木梨憲武は「これが芝居であってほしい」と話している。なお、このシーンの映像は2003年9月25日に放送した『とんねるずのみなさんのおかげでした15年突破大反響スペシャル』で再び放送され、ランキング企画の第6位に入った。その後、鶴瓶は2005年の『FNS25時間テレビ』で総合司会を担当したが、同番組の企画で鯖寿司を食べることを拒否して逃走する様子が放送された。
『鶴瓶の家族に乾杯』（2008年3月10日（福井県美浜町：前編）・同年3月17日放送（後編）。川合俊一（ゲスト出演）と共演）には、へしこを悶絶しながら食べるシーンがある。
阪神タイガースのファンであることを2019年に明かし、阪神の成績が良くないときは自身のラジオ番組などでぼやくこともあった。阪神が2023年のペナントレースでリーグ制覇を制した時は上岡龍太郎を引き合いに、リーグ優勝を祝うコメントを自身が出演するラジオ番組（『笑福亭鶴瓶 日曜日のそれ』（ニッポン放送））とインスタグラムでコメントした。阪神は同年のクライマックスシリーズを制し、日本シリーズに出場した。同シリーズは第7戦までもつれたが、阪神が4勝3敗でオリックス・バファローズを下し、38年ぶりに日本一となった。鶴瓶は「勝ち方とかいうよりもあそこ（第7戦）までいったのが嬉しい、バンザイですよ」とコメントした後、「今日で阪神の話はやめて、来年からまた応援したいと思います」と話して気持ちを切り替えた。ちなみに、鶴瓶は1985年9月6日に発売したリリアンの楽曲、『阪神タイガースの優勝を知らない子供たち』に友情出演している。

### タレント活動時
あのねのねの当初のメンバーだったことや、ラジオのパーソナリティを長くやっていたことから、フォークソングに対する造詣も深く、『鶴瓶噺』や『朝まで生つるべ』、『朝まで歌つるべ』（テレビ朝日）などで、フォークソングを絡めている。
『鶴瓶・新野のぬかるみの世界』（ラジオ・OBC）での、ファンであるリスナーに会った際の口癖「覚えてるよー」は、当時関西で鶴瓶のモノマネ定番セリフになった。リスナーにイベントで、前向きに行動するよう「がんばりやー」もよく口にしていた。

### テレビ東京とのエピソード
東京でまだ無名だった頃に、東京12チャンネル（現・テレビ東京）にて生放送の最中に2度に亘って露出にまつわる悪ふざけ（2度目は加えて器物破損）を行ったことにより、長年同局から出禁を言い渡されていたことがある。事の発端は1975年に同局で放送された深夜番組『独占!男の時間』に出演した際に、リハーサルで披露したギャグを担当のプロデューサーに傲慢な態度で批判されたことである。これに怒った鶴瓶は、腹いせに本番でテレビカメラが鶴瓶をアップで写すタイミングを狙ってカメラの前で股間を露出し、カメラに股間を押し付けた末に、スタジオから強制的に退場させられた。その後1977年3月26日の番組最終回に、司会の山城新伍の計らいで特別に出演。最終回の番組中に山城から「鶴瓶、今日でこの番組も終わりやしな。なにをやってもかめへんで。おまえの好きなようにやり。」と促されると、鶴瓶は突然テレビカメラの前で肛門を見せてスタジオから逃走し、その勢いで東京12チャンネルの敷地内にあった池に飛び込むと、当時の社長である中川順が大切に育てていた時価数百万円の錦鯉を踏み殺した。最終回での暴挙を重く見た東京12チャンネルは、鶴瓶を無期限の出入禁止に処した。そして、テレビ東京へ改称した後の2003年、『きらきらアフロ』の東京収録にて26年ぶりに同局に立ち入ったことで、ようやく解禁となった。
著書で「僕は世にいう露出狂などでは、断じてない。…（中略）…僕の場合は、決して快感のためにやっているわけではないからだ」と述べて否定する一方、「ただ、快感を得るためにではないにしろ、例の部分を露出することに、さして抵抗を感じていないことだけは、事実かも知れない」とも語っている。なお、2007年8月の『週刊文春』の対談記事で、家庭では全裸で過ごしていることを明かした。
その一方で、「鼻毛は絶対に人には見せん」というポリシーを持っていると述べている。

### その他
下積み時代、余興を企画したイベント会社社長の、若手芸人をバカにするぞんざいな態度が気に入らず、出演せずに劇場を後にしたことがある。一年半後、売れっ子となった鶴瓶に同じ企画会社から仕事が入ったが、「売れていない弱い立場の芸人には平気で高飛車に命令をしておいて、少し売れてくるとたちまち態度を変える。僕はそんな方と一緒に仕事したくないんです」と直接言って仕事を断っている。
「フォークとロックの会」というライブイベントの司会をしたとき、ロックバンドのベーシストから「俺は、お前が嫌いや。嫌いやねん」と言われたことに激昂し「なんやその言い方は!!勝手に自分たちで司会をしとけ!!」と言いながらベーシストを鼻血が出るまでマイクで殴り続けたことがある。これは、その侮辱的な発言はもちろん、同バンドのギタリストのチューニングが遅れたため急遽繋ぎのトークを行ったのにも拘らず、謝るどころか鶴瓶の質問を無視し続けたその態度が気に入らなかったためである。なお、後日談としてこのベーシストと偶然再会して話す機会があり「心のなかの汚点が、スッと洗い流されるような、さわやかな気持ちに、しばしひたったものだった」と述べている。
ラジオ番組『ミッドナイト東海』で漫画家・鳥山明と対談した事がある。鳥山明は漫画家デビュー前から『ミッドナイト東海』のリスナーで、葉書に鶴瓶の似顔絵を描いてラジオに送った事もあった。その絵は許可を貰って鶴瓶の手ぬぐいのイラストに使われている。鳥山明が『Dr.スランプ』に遊び心で鶴瓶を描いた ところ、『ミッドナイト東海』に同番組リスナーから、その絵の切り抜きが送られてきた。その絵を見た鶴瓶が番組内で鳥山明に呼びかけると、鳥山明からラジオ宛に「ぜひお電話ください」と手紙で返事があり、対談に至った。また、その後『週刊セブンティーン1981年4・5合併号』では鶴瓶と鳥山明の対談記事「新春あこがれ対談 Dr.スランプVS鶴瓶」が掲載された。
平和安全法制に反対を表明している。なお、本業がお笑いであることから、本流ではない政治に関する発言は極力避けている。

## 落語
自身の身の回りで起こった日常の話題を面白おかしく話すスタイルは「鶴瓶噺」（つるべばなし）と呼ばれ、独自のジャンルを構築している。
落語については「今が大事」という考えからDVDなどは出さないようにしている。高座の撮影を続けているディレクターはおり、彼に対しては「撮るのはええけど、俺が死ぬまで、外に出したらあかんで」と言い含めていた。しかしそれがドキュメント映画「バケモン」（2021年7月公開）へとつながった。

### 主な演目
古典落語
- 「子は鎹」
- 「鴻池の犬」
- 「らくだ」
- 「愛宕山」
- 「立ち切れ線香」
- 「厩火事」
- 「堪忍袋」
- 「宮戸川」
- 「二人癖」
- 「粗忽長屋」
- 「世帯念仏」
- 「おごろもち盗人」
- 「化物使い」
- 「打飼盗人」
- 「寄合酒」
- 「一人酒盛」
- 「大安売り」
- 「江戸荒物」
- 「鶴瓶版 死神」
- 「転宅」
- 「錦木検校」
- 「お直し」
- 「癇癪」
- 「妾馬」
- 「明烏」
- 「長短」
- 「三年目」
- 「色事根問」
- 「徂徠豆腐」
- 「芝浜」

私落語
- 「長屋の傘」
- 「青木先生」
- 「ALWAYS お母ちゃんの笑顔」
- 「青春グラフィティ松岡」
- 「回覧板」
- 「Chinge」→「珍念杉本（改題）」（脚本・くまざわあかね）
- 「琵琶を弾く観音像」

創作落語（桂三枝（現：6代目桂文枝）からネタを譲り受けたもの）
- 「湯けむりが目にしみる」
- 「悲しみよありがとう」

タモリからネタを譲り受けたもの
- 「山名屋浦里」（原作・くまざわあかね）

　その他
- 「放し亀」（作・小佐田定雄）

## 弟子
括弧内は入門当時の入門順を表している。
- 笑福亭笑瓶（一番弟子）
- 笑福亭晃瓶（二番弟子）
- 笑福亭純瓶（三番弟子）
- 笑福亭達瓶（四番弟子）
- 笑福亭恭瓶（五番弟子）
- 笑福亭銀瓶（七番弟子）
- 笑福亭瓶吾（八番弟子）
- 笑福亭瓶二（九番弟子）
- 笑福亭瓶生（十番弟子）
- 笑福亭由瓶（十二番弟子）
- 笑福亭鉄瓶（十四番弟子）
- 笑福亭瓶成→ベ瓶（十五番弟子）

独立
- 笑福亭瓶太（六番弟子） - 上方落語協会および松竹芸能を脱退

廃業
- 笑福亭のり瓶（十一番弟子）
- 笑福亭茶瓶（十三番弟子）
- 笑福亭天瓶（十六番弟子）
- 笑福亭乾瓶（十七番弟子）

## 出演番組

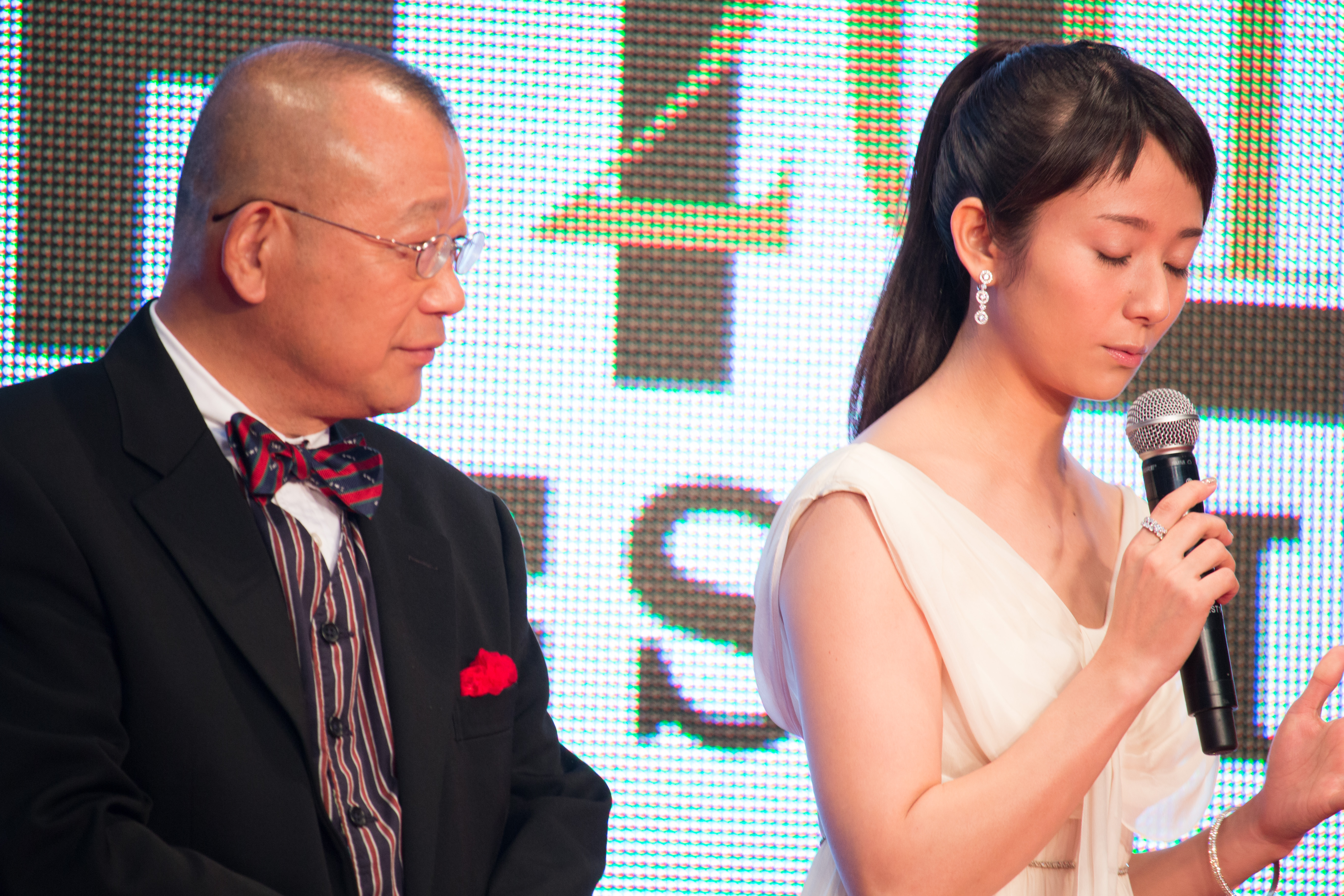
2015年、第28回東京国際映画祭にて、木村文乃（写真右）と

### テレビ番組

#### レギュラー番組
現在のレギュラー番組
- 鶴瓶の家族に乾杯（1995年8月 - 、NHK総合） - MC[88]
- ザ!世界仰天ニュース（2001年4月 - 、日本テレビ） - MC[88]
- A-Studio → A-Studio+（2009年4月 - 、TBS） - 藤ヶ谷太輔と共同MC[88]
- 鶴瓶ちゃんとサワコちゃん ～昭和の大先輩とおかしな2人～（2023年10月 - 、BS12 トゥエルビ） - 阿川佐和子と共同MC
- 無学 鶴の間（2024年9月[注 13] - 2025年3月[注 14]、BS11） - U-NEXTにて2022年5月から配信中
- 鶴瓶のええ歌やなぁ（2024年10月 - 、BS11） - 八木亜希子と共同MC
- 素っ頓狂な夜（2024年10月 - 、BSテレ東） - リリー・フランキーと共同MC[88]

過去のレギュラー番組
- ワイドショー・プラスα（1972年1月 - 1982年12月、朝日放送） - 水曜レギュラー
- 金曜10時!うわさのチャンネル!!（1973年10月 - 1979年6月、日本テレビ）
- 独占!男の時間（1975年 - 1977年3月26日、東京12チャンネル）
- 鶴光・鶴瓶つるつる大ハッスル（1975年 - 1976年、毎日放送）
- かんさい珍版・瓦版 → 新・かんさい珍版・瓦版（1976年7月 - 1981年6月、毎日放送）
- ハロー!ヤング（1977年頃、OTVF制作、朝日放送） - コーナーレギュラー
- 鶴瓶のミッドナイトトレイン（1979年 - 1982年、関西テレビ）
- THE ビッグ!（1979年8月 - 1986年3月、朝日放送）
- 2時のワイドショー（1979年3月 - 1992年10月、読売テレビ）
- 鶴瓶と花の女子大生（1981年4月 - 1985年9月、関西テレビ） - 司会
- シェフにおまかせ!（1981年7月 - 1983年12月、毎日放送）
  - 鶴瓶のグルグルぐるめ（1983年12月29日 - 1984年、毎日放送） - 司会
  - ザ・パーティー鶴瓶です（1984年 - 1986年3月、毎日放送） - 司会
- 乾・鶴瓶の電話でドン!（1982年10月 - 1983年7月、朝日放送） - 司会
- 突然ガバチョ!（1982年10月 - 1985年9月、毎日放送） - 司会
- 9年9組つるべ学級（1983年 - 1984年頃、朝日放送） - 司会
- YOU（1984年4月 - 1987年3月、NHK大阪制作分・教育テレビ） - 司会
- 自遊空間えっくす（1985年10月 - 12月、毎日放送） - 司会
- 8時が来ちゃった!!テレビ大図鑑 → 鶴瓶のテレビ大図鑑（1986年2月 - 9月、日本テレビ） - 司会
- 世界No.1クイズ（1986年2月 - 1986年9月、TBS） - 司会
- 歌謡びんびんハウス（1986年10月 - 1994年9月、テレビ朝日） - 司会
- 遊びにおいで〜Come on-a my House（1986年10月 - 12月、テレビ朝日） - 司会
- 森田一義アワー 笑っていいとも!（1987年4月 - 2014年3月、フジテレビ） [88] - レギュラー加入から番組終了までの27年間木曜日レギュラーを担当。いいとものレギュラーでは関根勤の29年間に次いで長い。
  - 笑っていいとも!増刊号（1987年 - 2014年、フジテレビ）[88]
- 鶴瓶の音楽に乾杯!（1987年4月 - 1991年6月、東海テレビ）
- 土曜倶楽部（1987年4月 - 1990年3月、NHK大阪制作分・教育テレビ） - 司会
- 鶴瓶上岡パペポTV（1987年4月 - 1998年3月、読売テレビ）
  - LIVE PAPEPO 鶴+龍（1998年7月 - 2000年3月、読売テレビ）[88]
- 女と男 聞けば聞くほど…（1987年10月 - 1996年3月、TBS） - 司会
- 鶴瓶の1/10女子マラソン（1988年4月 - 1989年3月、関西テレビ） - 司会
- あっ!鶴瓶のあの日に帰り道（1989年4月 - 9月、毎日放送） - 司会
- えーかげんにせえ!ホントにねぇ!（1989年10月 - 1990年3月、毎日放送） - 司会
- どちら様も!!笑ってヨロシク（1989年10月 - 1992年12月・1994年4月 - 1996年6月、日本テレビ）  - レギュラー解答者
- ざこば・鶴瓶らくごのご（1992年4月 - 1998年6月、朝日放送）
- クイズテレビずき!（1993年1月 - 9月、TBS） - 司会
- 投稿!特ホウ王国（1994年5月 - 1997年9月、日本テレビ） - 司会
- 大笑福亭鶴びん（1996年4月 - 9月、TBS）
- いろもんシリーズ（1997年10月 - 2002年3月、日本テレビ） - 司会[88]
- 完全特捜宣言!あなたに逢いたい!（1996年4月 - 1997年12月、テレビ朝日） - 司会
- 天才!ヒポカンパス（1996年4月 - 9月、フジテレビ） - 司会
- チチパパ親父!娘をたのむで!（1997年4月 - 9月、関西テレビ・フジテレビ） - 司会
- ㊎ロマン人生いろいろ（1997年10月 - 1998年1月、関西テレビ・フジテレビ） - 司会
- 鶴瓶・草彅の夢中宣言「がんばります。」（1998年1月 - 3月、テレビ朝日）- 司会
- 痛快!知らぬはオトコばかりなり（1998年1月 - 1999年8月、関西テレビ・フジテレビ）
- ん!? 上沼鶴瓶あがってまーす（1998年1月11日 ⁻ 9月27日、読売テレビ）
- ねごとの穴（1998年10月 - 1999年9月、朝日放送）
- スジナシ → 鶴瓶のスジナシ（1998年10月 - 2014年6月、CBC） - 進行
- DAIBAクシン!!cheki b.（1999年4月 - 1999年9月、フジテレビ） - 司会
- 平成日本のよふけシリーズ（フジテレビ） - 司会[88]
  - 鶴瓶と南原、日本のよふけ（1999年4月19日 - 9月27日）
  - 鶴瓶と慎吾、平成日本のよふけ（1999年10月10日 - 2001年3月19日）
  - 鶴瓶と慎吾、新・平成日本のよふけ（2001年4月1日 - 9月23日）
  - 鶴瓶と南原、新・平成日本のよふけ（2001年10月7日 - 2003年3月30日）
  - ミライ（2003年4月7日 - 9月15日）
- 最後の晩餐（2000年4月 - 2002年3月、読売テレビ）[88]
- つるぴん!〜喫茶店の会話（2000年7月 - 2001年3月、テレビ大阪）
- つるまげどん → 鶴瓶×円 チャンブル（2001年1月 -2002年6月、毎日放送）
- 今夜はちょっと気晴亭（きばらしてい）（2001年4月 - 2003年3月（月1番組）、朝日放送） - 司会
- きらきらアフロ → きらきらアフロ™（2001年4月 - 2024年9月、テレビ大阪→テレビ東京）- MC[88][89]
- BAN!BOO!ぱいん!!（2002年4月 - 2003年3月、読売テレビ）
- 週刊!特ダ〜ネ家族!!（2002年10月 - 12月、日本テレビ）
- 鶴瓶&なるみのほんまか（2003年10月 - 2004年3月、関西テレビ）
- これでいいのダ!日本列島あかるいニュース（2004年4月 - 2004年8月、フジテレビ） - 編集長（司会）
- 億万のココロ・愛しのマネー$伝説（2004年10月 - 2005年3月、日本テレビ） - 司会
- 世界!超マネー研究所（2005年4月 - 9月、日本テレビ）
- 鶴の間 TSURUNOMA（2005年4月 - 2006年3月、日本テレビ）
- チマタの噺（2014年10月 - 2021年9月、テレビ東京） - 司会
- 桃色つるべ〜お次の方どうぞ〜（2015年1月 - 2021年3月、関西テレビ） - MC[88]
- ザ・ベストワン（2021年10月 - 2022年9月、TBS）- MC

#### 特別番組
現在の特別番組
- ヤブツル〜鶴瓶・小籔の大阪夜話〜（2015年8月22日 - 2019年12月30日・2022年12月24日 - 、NHK大阪放送局）
- スジナシシアター（2015年9月2日 - 、TBS）- 進行
- ブラタモリ×鶴瓶の家族に乾杯 新春スペシャル（2016年1月2日 - 、NHK総合）
- ザ・ベストワン（2020年3月15日 - 2021年10月2日・2022年10月8日 - 、TBS） - MC
- 鶴瓶×サンドシリーズ（2020年3月22日 - 、関西テレビ）- MC
- お笑いの日（2020年9月26日 - 、TBS） - 「ザ・ベストワン」MC
- 鶴瓶・ナイナイ 元祖英語禁止ボウリングダイジェスト（2021年1月3日、テレビ朝日）- MC
  - 鶴瓶&ナイナイの体当たりカレンダー2022 スペシャルダイジェスト版（2022年1月3日、テレビ朝日）- MC
  - 鶴瓶&ナイナイのちょっとあぶないお正月 ダイジェスト版（2023年1月4日 - 、テレビ朝日）- MC
- 鶴瓶孝太郎 転職したら〇〇だった件（2024年10月5日 - 、テレビ朝日） - MC

過去の特別番組
- 良い子って、どんな子?（1985年9月20日、熊本放送） - 司会
- 鶴瓶のおしゃべり家族（1986年8月11日・1987年1月3日、NHK総合） - 司会
- 鶴瓶上岡・激突夜話（1987年3月30日 - 4月2日、読売テレビ）
- 巨泉のワールドスタークイズ（1987年4月1日 - 1988年10月9日、日本テレビ）- 解答者
- さんま・鶴瓶のラ・テ 二元生放送 ヤンタン とんねるず野球大会（1987年5月3日、毎日放送）- 司会
- 聞いて!僕らの言い分 討論・子供vs先生（1987年5月5日、毎日放送） - 司会
- FNSの日（1987年7月16日 - 2015年7月26日、フジテレビ）- 通算21回出演。[注 15]
- TVシーラカンス スター☆おもしろベスト10（1987年7月29日、日本テレビ） - 司会
- ゆく年くる年 時を見つめて（1987年12月31日、TBS）- 総合司会
- 初詣!爆笑ヒットパレード（1988年1月1日 - 2008年1月1日、フジテレビ） [注 16]
- 水曜スーパーテレビ→水曜特バン!（テレビ朝日）
  - 新伍・鶴瓶のおかしなおかしな歌謡大作戦（1988年7月5日） - 司会
  - 特別企画!夢の音楽祭 今夜歌手267名生出演 史上最大の感謝祭（1991年11月6日） - 司会
- FNS番組対抗!なるほど!ザ・春秋の祭典スペシャル（1988年10月3日 - 1995年3月27日、フジテレビ） - 出場者
- 笑っていいとも!特大号（1988年12月26日 - 1998年12月23日・2012年12月26日 - 2013年12月25日、フジテレビ） 
  - 笑っていいとも! グランドフィナーレ 感謝の超特大号（2014年3月31日、フジテレビ）[88]
- テレビCM30年史（1988年12月31日、フジテレビ） -「日本列島CMお国自慢」司会
- 新春!!舌戦スペシャル東西激突おもしろ比較（1989年1月2日、日本テレビ） - 司会
- 金曜テレビの星!（TBS）
  - 1億2000万人の流行語大賞（1990年11月6日 - 1992年12月18日） - 司会
  - オールスター㊙︎公開 芸能クイズ大作戦（1991年2月15日 - 1992年7月24日） - 司会
  - 列島生放送!!純次・鶴瓶のお茶の間甲子園（1991年8月23日）- 司会
  - 最新鋭クイズ12連発 早撃ち早押しぶっ叩き 悲鳴絶叫仲間割れ一億国民総参加映像地獄（1995年11月17日）- 司会
  - 上沼・鶴瓶の全部プロポーズ!てんこもり大作戦（1997年4月18日）- 司会
- FNS番組対抗NG名珍場面大賞（1990年12月30日 - 1999年12月26日、フジテレビ） - 審査員
- スーパークイズスペシャル（1991年4月3日 - 1998年9月24日、日本テレビ） - コーナー司会
- 1992-1993 鶴瓶&プリプリ奥居の光の祭典（1992年12月31日、フジテレビ） - 司会
- 美人女子アナ新年会（1993年1月2日 - 1997年1月5日、フジテレビ）- 司会
- 金曜ファミリーランド「鶴瓶・純次の全国屋台合戦」（1993年7月9日、フジテレビ） - 司会
- ウンナン&鶴瓶の1993年100大ニュース（1993年12月16日、日本テレビ） - 司会
  - ウッチャンナンチャンの1994年100大ニュース（1994年12月3日、日本テレビ）
- ABCホリデーワイド「つるべの朝からゲンキ組」（1994年2月11日、朝日放送） - 司会
- つるべの世界の国からコニャニチワ（1994年5月7日、関西テレビ） - 司会
- テレビの鉄人!大晦日の祭典スペシャル（1994年12月31日、フジテレビ） -「芸能人ぶちまけ大放送」司会
- スーパースペシャル（日本テレビ）
  - さんまと鶴瓶の涙が出るTV（1995年7月22日・1996年3月9日） - 司会
  - 徳光&鶴瓶の危機一髪 街角に潜む甘いワナ（1998年4月11日） - 司会
  - スター㊙︎お宝映像!世紀末決定版!ここまで見せちゃいますスペシャル!!（2000年12月30日） - 司会
- 素晴らしきニッポン さだ・鶴瓶のぶっつけ本番二人旅（1995年8月16日 - 1996年2月22日、NHK総合）
- 上岡・鶴瓶のガンバレ世界の日本人（1995年10月14日、フジテレビ）- 司会
- 裏番組をブッ飛ばせ!!95‘大晦日スペシャル（1995年12月31日、日本テレビ） - 司会
  - 紅白なんてブッ飛ばせそんなアナタもお祭りちゃん'96大晦日スペシャル（1996年12月31日、日本テレビ） - 紅組キャプテン
- 鶴瓶のにっぽん家族に乾杯（1996年9月16日、NHK総合）
- さんま・鶴瓶のめざまし調査隊スペシャル（1996年11月15日 - 1998年5月7日、フジテレビ）
- 超アンビリバーブル!!世界仰天ニュース大賞（1996年12月 - 2000年4月6日、日本テレビ） - 司会
- 鶴瓶・ウンナン 大阪アメージングツアー（1996年12月29日、読売テレビ）
- 鶴瓶漂流記（1997年1月4日、フジテレビ） - 司会
- 秋の超人気番組!!豪華NG&ハプニング大賞美味しいトコ獲りスペシャル（1997年10月6日、テレビ朝日） - 司会
- ドラマ&アニメ祭（1997年10月18日・1998年4月23日、フジテレビ） - 司会
- 超特大バラエティー!!タケちゃんのFNS'97 こんな事で日本は熱く!ワクワク!燃えちゃったスペシャル!!（1997年12月31日、フジテレビ） - コント・トークコーナーでビートたけしの相手役として出演
- 鶴瓶の親子はイイもんだ!（1998年1月2日、フジテレビ）- 司会
- 志村&鶴瓶のあぶない交遊録（1998年1月2日 - 2019年1月2日、テレビ朝日）- 司会
- つるべ・中居くんのナニワ漫遊道（1998年1月11日、関西テレビ）
  - つるべのナニワ漫遊道2001（2001年1月2日、関西テレビ）
- たけし・つるべ21世紀直前!!告発スペシャル サイテー人グランプリ（1998年4月5日、日本テレビ） - 司会
- 強力!木スペ120分「宝クジ!生還!一攫千金!信じられない(秘)奇跡の幸運!これでアナタも億万長者」（1998年5月21日、フジテレビ） - 司会
- 徳光・鶴瓶のスター(秘)お宝デビュー映像（1998年9月22日、日本テレビ） - 司会
- もうアカンッ!他人の趣味につるべが挑む!史上最悪の休日（1999年1月2日、関西テレビ）
- 鶴瓶と三宅、ふたりはうさぎ年（1999年1月3日、フジテレビ）
  - まだまだ日本はよふけ2008謹賀新年SP（2008年1月1日、フジテレビ）
- 鶴瓶・内村のお笑いビーチボーイズ（1999年7月4日、関西テレビ）
- スポーツ壮絶物語（1999年10月11日・2000年12月24日、テレビ朝日） - 司会
- 史上最強の億万長者!（1999年12月18日 - 2004年10月26日、日本テレビ） - 司会
- 蝶々・鶴瓶の負けられまへん（1999年12月29日、毎日放送）- 司会
- 鶴瓶と爆笑問題の人は見かけによらぬもの!（1999年12月31日、テレビ朝日） - 司会
- 新春かくし芸大会（2000年1月2日 - 2002年1月2日、フジテレビ） - アダルトチーム キャプテン
- 親切・丁寧・おせっかい 鶴瓶引越しセンター（2000年1月3日、関西テレビ）
- つるべのスポーツ爆笑新年会（2000年1月4日・2001年1月4日、フジテレビ）- 司会
- 堺&ウンナン&鶴瓶のかくし芸(秘)お宝大放出全部見せちゃうぞ（2000年1月6日、フジテレビ）
- 火・曜・特・番!!「鶴瓶・ユースケの家族で考える安心第一ライフ」（2000年2月8日、フジテレビ） - 司会
- 鶴瓶の21世紀乗り遅れ防止スペシャル!（2000年9月10日、関西テレビ） - 司会
- 鶴瓶で試そう!身体のフシギ（2000年10月22日、テレビ朝日） - 司会
- 朝まで生つるべ（2000年12月31日 - 2011年12月31日、テレビ朝日）- 司会[88]
- 賀正!鶴x鶴スペシャル オヤジの世紀なのダ（2001年1月3日、テレビ朝日）
- 投稿!特ホウ王国 2001年大復活スペシャル（2001年1月4日、日本テレビ） - 司会
- 笑福亭鶴瓶のぬかるみなヤツ 大爆笑!作家・新野新とは（2001年10月13日、テレビ朝日）- 司会
- 鶴瓶・ピーコのいつものあそこで!?（2002年1月4日、フジテレビ）- 司会
  - 鶴瓶・ピーコ・晴彦のいつものあそこで…（2003年1月4日、フジテレビ）- 司会
- スイスペ!「大公開永遠のアイドル!!赤面(秘)デビュー伝説SP」（2002年7月17日、テレビ朝日） - 司会
- 鶴瓶&慎吾の夢学校発表!!みんなの自由研究（2002年9月23日、フジテレビ）- 司会
- スーパーフライデー「はじめてのお仕事!ボクにもできるもん!」（2002年11月29日、TBS） - 司会
- 泣くな!負けるな!汗と涙の青春300日 春高バレーにかけた17歳の情熱（2003年3月16日、フジテレビ） - 司会
- 朝まで歌つるべ（2003年8月8日 - 2007年9月29日、テレビ朝日）- 司会[88]
- ウンナン・鶴瓶の超豪華版ムービーマジックスペシャル （2003年12月26日、日本テレビ）- 司会
- テレビ最強名場面 初解禁(秘)1000連発SP（2003年12月31日、テレビ朝日） - 司会
- つるべ亭（2004年1月3日・2005年1月4日、フジテレビ） - 司会
- ニューカマーズ「芸人出題クイズ HUNTING」（2004年2月11日、フジテレビ） - 司会
- 大告白!中曽根康弘×笑福亭鶴瓶（2004年3月2日、TBS）
- ザ・ブレインサミット 激突!日本の超頭脳!（2004年3月16日 - 2005年3月9日、毎日放送） - 司会
- 世界一受けたい授業（2004年6月12日、日本テレビ） - 学長
- ニッポン列島緊急特番 ザふるさとランキング（2004年9月10日 - 2005年11月1日、フジテレビ） - 司会
- 文珍だ!南光だ!鶴瓶だ! 夢の三競演 ～三枚看板・大看板・金看板～（2004年10月30日、毎日放送）
  - 文珍だ!南光だ!鶴瓶だ!新春だ!〜三枚看板、ひとつ屋根の下スペシャル〜（2025年1月3日、毎日放送）
- お笑い!!ゆく年くる年（2004年12月31日 - 2006年12月31日、テレビ朝日） - 司会
- 戦う!らくご家超特急 文珍・南光・鶴瓶･･･でも落語はしません!（2005年3月5日、朝日放送）
- 鶴瓶・ロンブーのゆく年くる年への道SP （2005年6月11日 - 2006年12月9日、テレビ朝日）
- 鶴瓶の国会へ行こう（2005年12月29日、テレビ朝日）- 司会
- 新春 鶴瓶大新年会（2006年1月1日 - 2011年1月1日・2017年1月1日・2018年1月1日、フジテレビ）- 鶴瓶軍 キャプテン
- カスペ!「あ然!ボー然!視激的見たことない瞬間グランプリ」（2006年6月27日、フジテレビ） - 司会
- 鶴瓶のニッポン武勇伝 言わずに死ねるかっ!!我が家のスゴイ人GP（2006年9月21日 - 2007年9月18日、テレビ朝日） - 司会
- 鶴瓶の日本一なが～いお正月!!実は丸々一年ず〜っとロケしてたんやでSP!!（2007年1月2日、関西テレビ）- 司会
- 志村けんのバカ殿様（2007年1月2日・2014年1月14日、フジテレビ） - 大阪城の殿
- 笑福亭鶴瓶のメインキャスト!（2007年4月4日 - 2008年10月13日、TBS）- 番組ホスト
- 真夜中はピクニック。（2007年10月2日、フジテレビ）
- 世界弾丸トラベル大賞!（2007年10月5日、TBS）- 司会
- 笑福亭鶴瓶×めざましはぴじゃぱ モーレツ社長笑いまショーSP 完結編（2007年12月27日、フジテレビ）
- 第58回NHK紅白歌合戦（2007年12月31日、NHK総合・ラジオ第1） - 白組司会
- 鶴瓶VSぶっっっっちゃけ美女バラエティ新年会!!（2008年1月2日、関西テレビ）- 司会
  - 鶴瓶vsぶっちゃけ芸能人 バラエティ裏側新年会!!（2009年1月2日、関西テレビ）- 司会
- 頭脳警察 わかるテレビ（2008年1月4日 - 2010年5月14日、フジテレビ）- 要注意人物として本名で出演
- 鶴瓶のクイズジャパン（2008年4月6日、TBS） - 司会
- 鶴瓶カレンダー2009 授乳だ!逮捕だ!爆発だ!（2008年12月26日、テレビ大阪）
- 鶴瓶・今田 忘年会シリーズ（2010年1月2日 - 2014年1月4日、関西テレビ）- MC
- “おとうと”大ヒット記念 鶴瓶×小林×笹野SP対談（2010年2月22日、テレビ朝日）
- たけしが鶴瓶に今年中に話しておきたい5〜6個のこと（2010年12月30日 - 2012年12月30日、TBS）- 司会
- 鶴瓶の超ゆる〜い会議（2011年2月23日、日本テレビ）- 議長
- 新春!鶴瓶生誕60周年 酒だ笑いだもって来い 大新年会SP（2012年1月2日、TBS）- MC
- 桂三枝のすべて 〜六代桂文枝襲名〜（2012年7月29日、NHK BSプレミアム）-「桂文枝×笑福亭鶴瓶」対談コーナーに出演
- TV60 日テレ×NHK 60番勝負（2013年2月3日、日本テレビ） - スペシャルゲスト
- 海を渡ったサムライ&なでしこ世界が認めた日本人に感謝状SP（2013年2月11日、日本テレビ） - MC
- サンバリュ「THE Q」（2013年11月10日、日本テレビ） - MC
- 50年のモヤモヤ映像大放出! この手の番組初めてやりますSP（2014年3月2日、テレビ東京）- 特別ゲスト
- 鶴瓶の型破り偉人伝（2014年12月26日、TBS）- 司会
- いろもん極（2014年12月30日 - 2017年1月10日、日本テレビ） - 司会
- 鶴瓶のうるさすぎる新年会（2015年1月1日、フジテレビ）- 主催
- 鶴瓶・中居のドライブ旅（2015年1月3日・5月23日、日本テレビ）
- テレビ未来遺産 中村勘九郎 ～親子の宿命～ （2015年5月4日、TBS） -「中村勘九郎×笑福亭鶴瓶」対談コーナーに出演
- タモリと鶴瓶（2015年5月9日 - 2016年1月2日、NHK総合）
- 7daysTV（2015年5月9日 - 2017年5月28日、日本テレビ） - メインパーソナリティー
- 鶴瓶QUESTION（2015年5月9日 - 2017年5月26日、日本テレビ）
- かぞくムービーAWARD（2015年5月15日・2016年5月13日、日本テレビ） - 司会
  - かぞくストーリー 〜写真から始まる物語〜（2017年5月28日、日本テレビ） - MC
- 笑福亭鶴瓶のすわるテレビ（2015年12月21日、毎日放送）- MC
- スパニチ!!「鶴瓶×マツコおじゃまします」（2016年3月27日、TBS）
- 鶴瓶&松本の怪人図鑑（2016年6月9日、TBS）- MC
- 桂文枝 芸能五十周年記念特番 桂文枝の鶴瓶もさんまもいらっしゃい!（2017年3月4日、朝日放送）
- 鶴瓶&松本&ウエンツの電話帳から消せない人（2017年3月31日、TBS）- MC
- あの頃キミは若かった ～人間ビフォーアフター～（2017年4月5日、TBS） - MC
- カンテレ開局60周年特別番組 鶴瓶&なるみのテレビのコト聞いてみよ!（2018年6月30日、関西テレビ）- MC
- 鶴瓶&安住の放送局漫遊記（2019年12月1日、BS5局） - MC
- ゴールデンでは放送しにくいHな話 幸せになれる･･･ちょっと大人の仰天ニュース（2019年12月28日、日本テレビ） - MC
- 池上彰のオモシロ昭和史（2020年2月23日、テレビ東京）
  - 池上彰の鶴瓶に伝えたい!! 〜2021年こそ良い年になるための偉人伝〜（2021年1月3日、テレビ東京）
- FNSラフ&ミュージック〜歌と笑いの祭典〜（2021年8月28日・29日、フジテレビ）- 電話出演→スタジオ出演
  - FNSラフ&ミュージック2022〜歌と笑いの祭典〜（2022年9月10日・11日、フジテレビ）- 電話出演→スタジオ出演
- 赤坂大歌舞伎がやってくる! 鶴瓶から勘九郎・七之助へ 新たな名作の魅力を語りつくす!（2021年10月24日、BS-TBS）
- 新春!爆笑アカデミー!! 鶴瓶&さまぁ〜ずのぶっとび博士研究所（2022年1月3日、CBCテレビ） - MC
- 100歳に聞く!（2024年1月13日、テレビ朝日） - MC
- 鶴瓶のええ歌やなぁ（2024年7月25日、BS11） - MC
- 放送100年プロジェクト NHKと私 笑福亭鶴瓶（2025年3月7日 - 12日、NHK総合）

### ラジオ番組
現在の出演番組
- MBSヤングタウン（1975年10月 - 1988年12月、毎日放送）- 月曜日 → 土曜日[1]
  - MBSヤングタウン日曜日（1999年4月 - ）
- 笑福亭鶴瓶 日曜日のそれ（2003年4月6日 - 、ニッポン放送）

過去の出演番組
- まるぶつWAIWAIカーニバル → きんてつWAIWAIカーニバル（1974年 - 1978年、KBS京都） - 兄弟子の笑福亭鶴光から、司会の座を禅譲された
- ミッドナイト東海（1975年4月 - 1983年8月、東海ラジオ）[1] - 金曜日→木曜日
- 日本列島ズバリリクエスト（1976年10月 - 1977年3月、KBS京都） - 火曜日
- サンデー・フレッシュわいのわいの90!!（1977年8月 - 1988年4月、MBSラジオ）
- ポップ対歌謡曲（朝日放送）
- 鶴瓶 青春のアンコール → つるべがおかず[注 17]（1990年10月 - 1998年12月、朝日放送）
- バンザイ!歌謡曲 火曜日（1981年4月 - 1983年3月、ラジオ大阪）
- 鶴瓶・新野のぬかるみの世界（1978年4月 - 1989年9月、ラジオ大阪）[1]
  - 鶴瓶・新野のnukarumi.com（インターネット ラジオ）
- セイ!ヤング 火曜日（1978年4月 - 1979年3月、文化放送）
- 鶴瓶の30分 一本勝負（文化放送）
- 笑福亭鶴瓶のスーパーギャング（1987年4月 - 1989年3月、TBSラジオ）
- ラジオ・チャリティー・ミュージックソン（2004年12月24日 - 25日、ニッポン放送）

### ネット番組
- 志村&鶴瓶のあぶない交遊録 大最終回スペシャル（2021年1月2日、ABEMA）
- 鶴瓶&ナイナイの体当たりカレンダー2022（2022年1月2日、ABEMA） - MC
  - 鶴瓶&ナイナイのちょっとあぶないお正月（2023年1月2日 - 、ABEMA） - MC
- 無学 鶴の間（2022年5月2日 - 、U-NEXT）

### テレビドラマ
- 桃太郎侍 第2話「夢を集めて食う男」（1976年、日本テレビ / 東映） - 的の男
- 水戸黄門 第8部 第3話「東海道お化け旅籠 -平塚-」（1977年8月1日、TBS / C.A.L） - 酒屋
- 銀河テレビ小説・女の日時計（1981年9月 - 10月、NHK総合） - 史郎
- 壬生の恋歌（1983年4月20日 - 10月26日、NHK総合） - 千石静馬
- 俺の見た海（1983年7月23日、関西テレビ） - 男
- 週末だけの恋人（1984年、毎日放送制作・TBS系） - 晋平
- 必殺シリーズ（朝日放送・松竹制作・テレビ朝日系）
  - 必殺仕事人V・激闘編（1985年 - 1986年） - 参
  - 必殺まっしぐら!（1986年8月 - 10月） - 高天原綾麻呂
  - 必殺スペシャル・春 勢ぞろい仕事人! 春雨じゃ、悪人退治（1990年4月6日） - 鶴
  - 必殺スペシャル・秋! 仕事人vsオール江戸警察（1990年10月5日） - 鶴
- 野風の笛 鬼の剣 松平忠輝 天下を斬る!（1987年、日本テレビ / ユニオン映画） - 飛助
- 猫目石（キャッツアイ）ころがった（1986年11月28日、朝日放送）- 亀田刑事
- 土曜ワイド劇場（朝日放送）
  - 幻の船連続殺人 東京エリート刑事VS大阪根性刑事、南国土佐で恋の対決（1988年3月19日）- 文田浩和刑事
  - 古代舞の女 奈良古墳殺人事件 クロ・マメ刑事飛鳥路を走る!（1988年6月18日）- 亀田淳也刑事
  - 京おとこ京おんな連続怪死事件 東京マドンナ警視VS京都万年ヒラ刑事（1991年4月20日）- 文田浩和刑事
- 連続テレビ小説（NHK総合）
  - 純ちゃんの応援歌（1988年10月3日 - 1989年4月1日） - 興国寺正太夫
  - あさが来た第24回（2015年10月24日） - 玉利友信 [91]
- いまどき銀座物語ぼんぼん（1989年5月 - 7月 フジテレビ） - 国夫
- 世にも奇妙な物語（フジテレビ）
  - 第1シリーズ「着せ替え人形」（1991年5月16日）
  - 第2シリーズ「おやじ」（1992年9月17日）
- 藤山寛美物語〜笑いはいつも涙と夫婦である〜（1991年9月27日、毎日放送制作・TBS系） - 主演・藤山寛美
- 眠れない夜を数えて（1992年4月 - 6月、TBS） - 秋葉警部補
- あぐら剣法無頼帖 用心棒と好色一代男（1994年1月1日、朝日放送 / 松竹芸能） - 井原西鶴
- 警部補 古畑任三郎（1994年5月4日、フジテレビ）第4回「殺しのファックス」 - 幡随院大
- 金曜ドラマ（TBS）
  - 僕が彼女に、借金をした理由。（1994年10月 - 12月）
  - 硝子のかけらたち（1996年7月 - 9月）
  - 天国に一番近い男 MONOカンパニー編 第1話（1999年1月8日） - 権藤元
  - タイガー&ドラゴン（2005年4 - 6月） - 組長
- 金曜ドラマ「ブラックジャックによろしく」（2003年4 - 6月、TBS） - 高砂春夫 
  - ブラックジャックによろしく 涙のガン病棟編（2004年1月3日、TBS） - 高砂春夫
- 大河ドラマ（NHK総合）
  - 元禄繚乱（1999年） - 並木千柳
  - 西郷どん（2018年） - 岩倉具視 役[92]
- 金曜エンターテイメント（フジテレビ）
  - ぶどうの木〜里親と子供たちの愛の物語〜（2003年11月7日）
  - 生きててもいい…? 〜ひまわりの咲く家〜（2006年3月3日）
- FNS25時間テレビ内「THE WAVE!」（2005年、フジテレビ）
- Happy!（2006年4月7日・12月26日、TBS）
- 独占取材!私だけが知っている小泉純一郎（2006年10月8日、フジテレビ） - 飯島勲秘書官
- 日曜劇場（TBS）
  - 華麗なる一族（2007年1 - 3月） - 綿貫専務  ※原作の関係から標準語で演じた
  - 半沢直樹（2013年7月 - 9月） - 半沢慎之助 役
  - 99.9-刑事専門弁護士- SEASON II（2018年1月 - 3月） - 川上憲一郎
- 太郎と次郎〜反省ザルとボクの夢〜（2007年3月17日、フジテレビ） - 小林（テレビディレクター）
- アベレイジ（2008年3月29日・10月11日、フジテレビ） - 常連客・駿河と学
- パパドル! 第2話（2012年4月26日、TBS） - 本人 役
- 地獄先生ぬ〜べ〜 第10話（2014年12月13日、日本テレビ） - 校長先生
- レッドクロス〜女たちの赤紙〜（2015年8月1日・2日、TBS） - 大竹英世
- 赤めだか（2015年12月28日、TBS） - ナビゲーター[93]・バーテンダー
- 金曜ロードSHOW!特別ドラマ企画「帰ってきた家売るオンナ」（2017年5月26日、日本テレビ） - 一ノ瀬定男
- アメリカに負けなかった男〜バカヤロー総理 吉田茂〜（2020年2月24日、テレビ東京）- 主演・吉田茂
- しずかちゃんとパパ（2022年3月 - 5月、NHK BSプレミアム） - 主演・野々村純介 （吉岡里帆とダブル主演）[94][95]
- THE MYSTERY DAY〜有名人連続失踪事件の謎を追え〜（2023年10月7日、日本テレビ） - 溝口弥太郎 [96]

### 映画
- 狂った野獣（1976年）- ラジオパーソナリティ
- トラック野郎・天下御免（1976年）- 三木
- アイコ十六歳（1983年） - 警官※一緒にいた警官は、当時のマネージャー
- 必殺!ブラウン館の怪物たち（1985年）- 丑寅の角助
- 必殺! III 裏か表か（1986年）- 参
- おれは男だ!完結編（1987年）
- マリリンに逢いたい（1988年） - 清掃職員
- べっぴんの町（1989年） - トニー・トー
- 東京上空いらっしゃいませ（1990年） - 死神の「コオロギ」、白雪恭一（二役）
- お引越し（1993年） - 木目米先生
- 夏の庭 The Friends（1994年） - 葬儀屋 役
- 四姉妹物語（1995年） - 野崎
- シャ乱Qの演歌の花道（1997年） - バイクの男
- あ、春（1998年） - 住職
- 風花（2001年） - 声
- ココニイルコト（2001年） - 骨董屋店主
- 13階段（2003年）- 杉浦弁護士
- お父さんのバックドロップ（2004年） - 電気屋の主人
- 寝ずの番（2006年） - 弔問客
- 母べえ（2008年） - 藤岡仙吉
- 映画 クロサギ（2008年）- 綿貫裕二郎
- 奈緒子（2008年） - 西浦天宣
- 同窓会（2008年） - 南ひろし
- 私は貝になりたい（2008年） - 西沢卓次
- ディア・ドクター（2009年） - 主演・伊野治
- おとうと（2010年） - 丹野鉄郎
- 夢売るふたり（2012年）
- ふしぎな岬の物語（2014年） - タニさん
- 幕が上がる（2015年） - がるるのおじいちゃん
- 内村さまぁ〜ず THE MOVIE エンジェル（2015年） - 中川
- 家族はつらいよ（2016年） - 医師 役（特別出演）[97]
- 後妻業の女（2016年） - 舟山喜春 [98]
- 金メダル男（2016年） - 難波寅太 役[99]
- 北の桜守（2018年） - 居酒屋たぬきの主人 [100]
- アルキメデスの大戦（2019年） - 大里清 [101]
- 閉鎖病棟 -それぞれの朝-（2019年11月公開）- 主演・梶木秀丸
- バケモン（2021年7月）- 笑福亭鶴瓶を17年間に亘って取材したドキュメンタリー
- 99.9-刑事専門弁護士-THE MOVIE（2021年12月） - 川上憲一郎 [102]
- 七人の秘書 THE MOVIE（2022年10月） - 九十九道山 [103]
- あまろっく（2024年4月） - 近松竜太郎 役[104]
- 35年目のラブレター（2025年3月7日） - 主演・西畑保 [105]

### テレビアニメ
- 夢をかなえるゾウ → 人生成功開運アニメ 夢をかなえるゾウ（2009年） - ガネーシャ

### 劇場アニメ
- ホーホケキョとなりの山田くん（1999年） - テレビ番組の声

### 吹き替え
- 怪盗グルーシリーズ - 主演・グルー
  - 怪盗グルーの月泥棒 3D（2010年）
  - 怪盗グルーのミニオン危機一発（2013年） ※「笑っていいとも！ラストクリスマス特大号」でもグルーの実写版をやった。
  - ミニオンズ（2015年）
  - 怪盗グルーのミニオン大脱走（2017年）
  - ミニオンズ フィーバー（2022年）
  - 怪盗グルーのミニオン超変身（2024年）[106]
- シーズンズ 2万年の地球旅行（2016年） - 日本語版ナレーション[107]

### CM
- カモ井加工紙「カモ井のリボンハイトリ」（1975年 - 1977年）
- スリーエム（1975年）
- はや（1970年代 - 1996年）
- 一本槍（1980年）
- 日本民間放送連盟 「はつらつ、30才。」（1982年）- 柴田恭兵・夏木マリらと共演。
- 関西電力「が・ん・ば・っ・て・ま・す・関・西・パ・ワ・ー!」（1982年）[108]
- 大阪ガス「謝恩割引」（1983年）[109]
- キッコーマン（1984年）
- ユニ・チャーム「ソフィ」（1985年 - 1987年）
- タイガー魔法瓶「炊飯ジャー・炊きたて」（1984年 - 1985年）
- エースコック
  - 走れ‼︎牛ちゃん（1985年）
  - スーパーカップMAX（2018年 - 2020年）- 木下隆行と共演。
- 郵政省（現：日本郵便）「ゆうパック」（1985年 - 1987年）
- デノン「DX3」（1986年）
- 中外製薬「乳清ミルフル」（1987年 - 1988年）
- 三菱電機「ルピカ」（1987年）
- 旭松食品（1987年 - 1991年）
- 西日本旅客鉄道「3月13日ダイヤ改正 ウエストひかり新登場」（1988年）
- メルシャン「三楽焼酎ホワイトパック」（1988年 - 1992年）
- 東洋シヤッター（1988年 - 1992年）
- アース製薬（1991年 - 1996年）
- 日本ケンタッキー・フライド・チキン（1993年）
- 日本ポラロイド「スペクトラE」（1995年）
- 日本石油「日石Enaカード」（1996年）
- 日本中央競馬会
  - ひとりひとりに、競馬はうれしい。（1996年 - 1997年）
  - あなたの競馬が走り出す。（2015年 - 2016年）- 有村架純・永山瑛太と共演。
- 伊藤園
  - 天然ミネラル むぎ茶（1999年 - ）
  - 香り薫る むぎ茶（2001年）
- 江崎グリコ
  - 塾カレー（2000年 - 2001年）
  - すくすくキッズアイス（2001年）
- ライオン「薬用毛髪力・エムパワー」（2001年）
- KDDI 「ガンガンメール」（2009年 - 2010年）
- 日本マクドナルド
  - チキンバーガー ソルト&レモン（2010年）
  - ジューシーチキンセレクト（2010年）
  - アイコンチキン（2010年 - 2011年）
- ゆうちょ銀行
  - ゆうちょ家族（2010年 - 2015年）- 緑川鶴瓶 役
  - ゆうちょ通り一丁目（2016年）
- ヤマキ
  - めんつゆ（2011年 - 2014年）- 長男・駿河太郎と共演[110]
  - 割烹白だし（2014年 - 2018年）
- 太田胃散 「ロコフィットGL」（2012年 - 2020年）
- トヨタ自動車
  - ReBORN（2012年 - 2014年）- 千利休 役
  - TOYOTOWN（2013年 - 2016年）
- カーベル（2013年）
- ソフトバンクモバイル（2013年 - 2014年）
- 富士フイルム「お正月を写そう」（2014年 - 2015年）
- ロッテ「グリーンガム」（2014年）- 武井咲と共演。
- 伊藤忠商事（2015年）- ナレーション
- 日本野球機構・日本ソフトボール協会・日本野球連盟「野球・ソフトボールを東京オリンピックの正式種目に!」（2015年）
- スクウェア・エニックス「ドラゴンクエストモンスターズ SUPER LIGHT」（2018年）
- 東海漬物 - 清野菜名と共演。
  - きゅうりのキューちゃん（2019年 - 2023年）[111][112]
  - こくうま（2019年 - 2023年）[113][114][115]
- みずほ銀行「ジャンボ宝くじ」（2019年3月26日 - 2020年3月）-「ゆうちょ家族」で一度共演経験がある佐藤健と共演。[115]
- アフラック生命保険
  - アフラックの休職保険（2022年）- 中村倫也・夏帆と共演。 [115][116]
  - 生きるを創るがん保険 WINGS プラス（2023年 - 2025年）- 櫻井翔・小手伸也らと共演。
- TVer「NOW ON TVer」（2022年）[117]
- タウンズ（2022年）[118]
- あきんどスシロー（2023年 - ）[119][注 18]
- MIXI「モンスターストライク」（2023年）- アンミカ・伊藤俊介と共演。[120]
- シオノギヘルスケア「kikippa」（2024年 - ）- 息子・駿河太郎と共演[121]

### その他
- レスリー・キー写真集「SUPER TOKYO」（2010年）
- 猪苗代湖ズ「I love you & I need you ふくしま」のPV（2011年）

## 公演

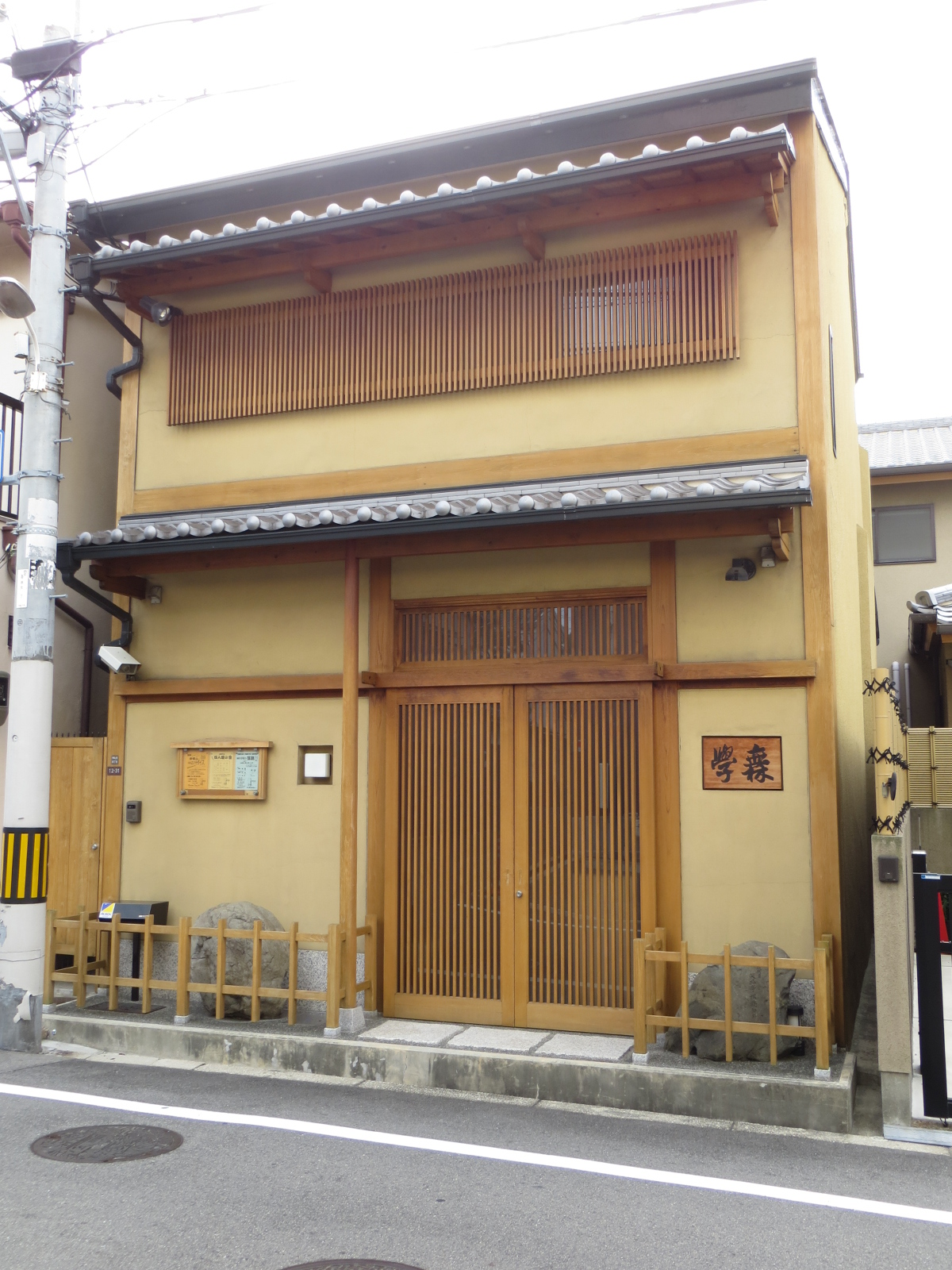
帝塚山・「無学」（2013年11月撮影）

鶴瓶噺 → TSURUBE BANASHI
トークライブ。最初期は東京渋谷の渋谷ジァン・ジァン、ジァン・ジァンの閉鎖後2000年から2007年まで青山円形劇場、2008年からは世田谷パブリックシアターを会場に開催している。2016年からは「TSURUBE BANASHI」に公演名を変更。毎年4月に5日間に渡って公演。ゴールデンウィーク5日間に開催していたこともあった。放送では話すことの出来ない「噺」の数々を聞くことができる。
落語大秘演會 → 笑福亭鶴瓶落語会
全国ツアーの落語会。第一回『鶴瓶のらくだ』を2007年に開催。第二回『笑福亭鶴瓶 JAPAN TOUR 2009-2010 WHITE』は2009年にファーストシーズン、2010年にセカンドシーズンと二期に分けて開催。鶴瓶に縁のある落語家や、開催都市出身の落語家などがゲスト出演。2012年からそれまで1都市開催であった『笑福亭鶴瓶落語会』を全国ツアー化する形で引き継ぎ、オープニングの鶴瓶噺、二席の高座、カーテンコールの「送り三味線」の構成で全国を巡業している。
無学の会
師匠6代目松鶴の旧自邸を鶴瓶が改築した寄席「帝塚山・無学」にて月1回開催されるトークイベント。毎回招かれるゲストは開演直前までシークレットにされている。
初回は1999年6月26日で、これまでゲストにタモリ、明石家さんま、木梨憲武、イッセー尾形、3代目桂米朝、3代目桂春団治、ももいろクローバーZらを迎えている。また、松嶋尚美を迎えた際の模様は、「無学版きらきらアフロ」として『きらきらアフロ 2008 DVD』に収録されている。
無学 鶴の間

上記「無学の会」を番組化したトークイベント。帝塚山・無学にて月1回開催。2022年5月2日からU-NEXTにて配信中。「無学の会」同様、ゲストは開演直前までシークレットにされている。
つるべ、らくごのお稽古
帝塚山・無学と下北沢 Live bar 440にて、『つるべ、らくごのお稽古』と題して定期的に稽古会を行なっている。

## 作品

### レコード・CD
- 酔い語り / 友よ語りき（1977年11月） - 駿河学 名義、作詞作曲：河島英五
- はやく人間になりたいッ!/ 初恋バンザイ（1978年）
- うろこ雲の絵/それからね （1982年5月） - TSU・RU・BE 名義

参加作品
- 阪神タイガースの優勝を知らない子供たち（1985年9月6日） - リリアン：友情出演
- 慎吾ママのおはロック（2000年） - 慎吾ママ（香取慎吾）
- 帰って来たヨッパライ（2010年7月21日） - SMAP（草彅剛ソロ曲）：神様役としてセリフ参加。

### 書籍
- 『はやく人間になりたいッ!つるべのドガチャガ青春譜』徳間ブックス、1976年
- 『哀しき紙芝居』新興楽譜出版社、1982年
  - 『哀しき紙芝居』シンコー・ミュージック、1986年12月8日。

共編著
- 新野新（編）、1981年2月20日『つるべ・新野のぬかるみの世界』サンケイ出版。
- 新野新（編）、1982年4月20日『つるべ・新野のぬかるみの世界 part 2』サンケイ出版。
- 新野新『おもろうて、やがて哀しきポペコかな : 鶴瓶・新野の「ぬかるみの世界」』〈ワニの本. ベストセラーシリーズ〉、ベストセラーズ、1986年12月5日。
- 『哀しき紙芝居 / タモリ鶴瓶のおぼえてるでェ!』フジテレビ出版、1987年
- 『女と男聞けば聞くほど…』（酒井ゆきえ共編）、KKロングセラーズ、1988年
- 『青春の上方落語（桂南光、桂文珍、桂ざこば、桂福團治、笑福亭仁鶴共著、小佐田定雄編）、NHK出版<NHK出版新書>、2013年

## 演じた俳優
- 松尾諭 -『なめとんか やしきたかじん誕生物語』（2018年、関西テレビ）